# Knockout Entertainment
Knockout Entertainment to wytwórnia muzyczna założona w 2004 roku przez znanego piosenkarza R&B Ray J. Pierwszym albumem wydanym przez Knockout Ent. był krążek Raydiation Ray J'a, który sprzedał się w ponad milionowym nakładzie.  W 2005 do wytwórni dołączył ojciec Ray J; Willie Norwood, a także jego siostra Brandy.

## Wykonawcy

### Piosenkarze
- Ray J
- Willie Norwood
- Shorty Mack
- Brandy
- Truth
- Tasha Scott
- Ka'non
- T-Cutz
- Jay W

### Producenci
- Noel "Detail" Fisher

## Dyskografia

### Albumy
- 2005: Raydiation (Ray J)
- 2006: I Believe (Willie Norwood)
- 2008: All I Feel (Ray J)
- 2008: Human (Brandy)
- 2009: For the Love of Ray J (Ray J)
- 2010: Trust, Knowledge & Opportunity (Ray J & Brandy)

### Single
- Z albumu Raydiation

singles: "One Wish", "What I Need"
- Z albumu I Believe

single: "I Believe"
- Z albumu All I Feel

single: "Sexy Can I", "Gifts"
- Z albumu Human

single: "Right Here (Departed)", "Long Distance"
- Z ablumu For the Love of Ray J

single: "Sexy Ladies", "For The Love of Ray J"